# 原昭夫
原 昭夫（はら あきお、1942年 - ）は、日本の都市計画家。地域プランナー。
自治体まちづくり研究所所長で元世田谷区役所都市整備部。千葉大学工学部都市環境システム学科客員教授。技術士 (建設部門) （都市および地方計画）・一級建築士。東京都生まれ。

## 経歴
東京都庁、沖縄県名護市役所、世田谷区役所で住宅政策とまちづくり、建築と都市デザイン等の業務に従事した。
世田谷区役所住宅政策部長を経て独立。

## 著書
- あなたのまちをデザインする61の方法　1992（ 日本コンサルタントグループで共著）
- 自治体まちづくり─まちづくりをみんなの手で　2003　学芸出版社
- 都市デザインと空間演出　1989 学陽書房（共著）
- 風景デザイン─感性とボランティアのまちづくり　1999　学芸出版社
- 都市計画の地方分権─まちづくりへの実践　1999 学芸出版社